# تپه خرمن یئری

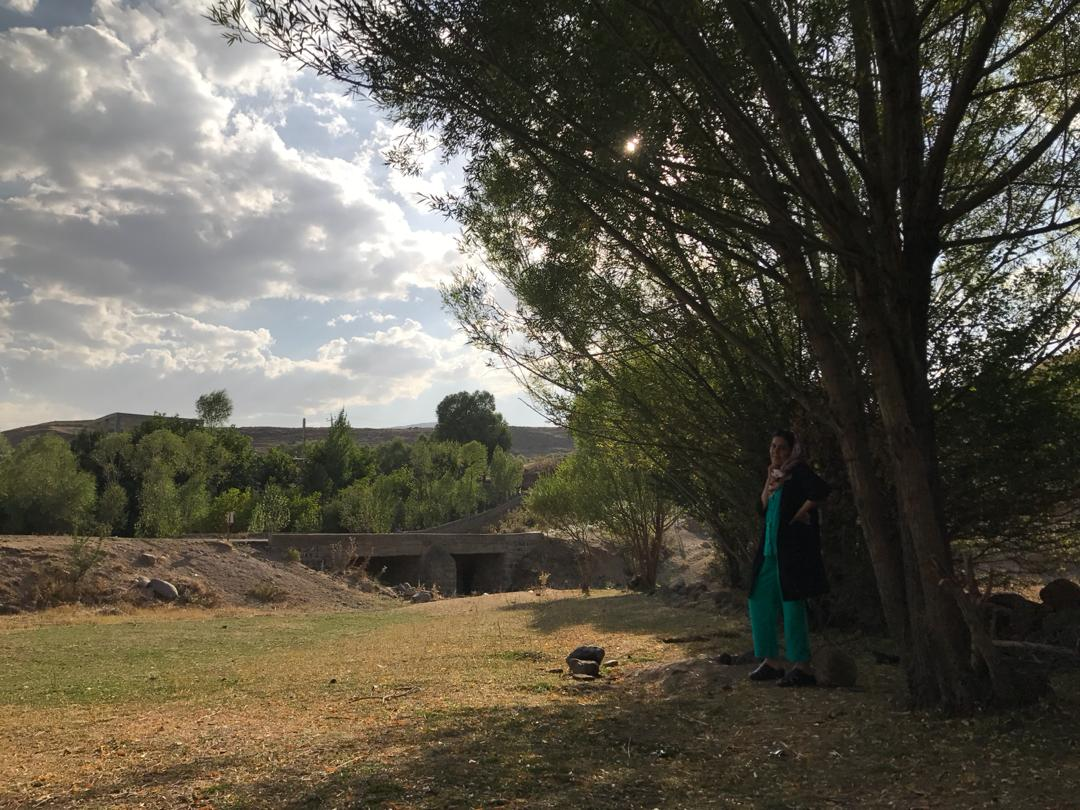

تپه خرمن یئری مربوط به دوره اشکانیان است و در شهرستان نیر، بخش مرکزی، دهستان دورسون خواجه، روستای بوران واقع شده و این اثر در تاریخ ۱۸ اسفند ۱۳۸۷ با شمارهٔ ثبت ۲۴۹۷۳ به‌عنوان یکی از آثار ملی ایران به ثبت رسیده است.